# Walker Evans
Walker Evans, född 3 november 1903, död 10 april 1975, var en amerikansk fotograf och fotojournalist, mest känd för sin dokumentation av den stora depressionens effekter, som han gjorde åt Farm Security Administration. En stor del av Evans arbete från FSA-perioden är gjort med en storfomats, 8x10 tums, kamera. Han sade att hans mål som fotograf var att skapa bilder som är "litterära, auktorativa, och gränsöverskridande". Mycket av hans arbete ingår i de permanenta samlingarna på museum, och har varit mål för retrospektiv hos institutioner som Metropolitan Museum of Art.